# Pselliophora ardens
Pselliophora ardens är en tvåvingeart som först beskrevs av Christian Rudolph Wilhelm Wiedemann 1821.  Pselliophora ardens ingår i släktet Pselliophora och familjen storharkrankar. Inga underarter finns listade i Catalogue of Life.